# Begonia per-dusenii
Begonia per-dusenii là một loài thực vật có hoa trong họ Thu hải đường. Loài này được Brade mô tả khoa học đầu tiên năm 1953.